# Gravenstraat (Amsterdam)

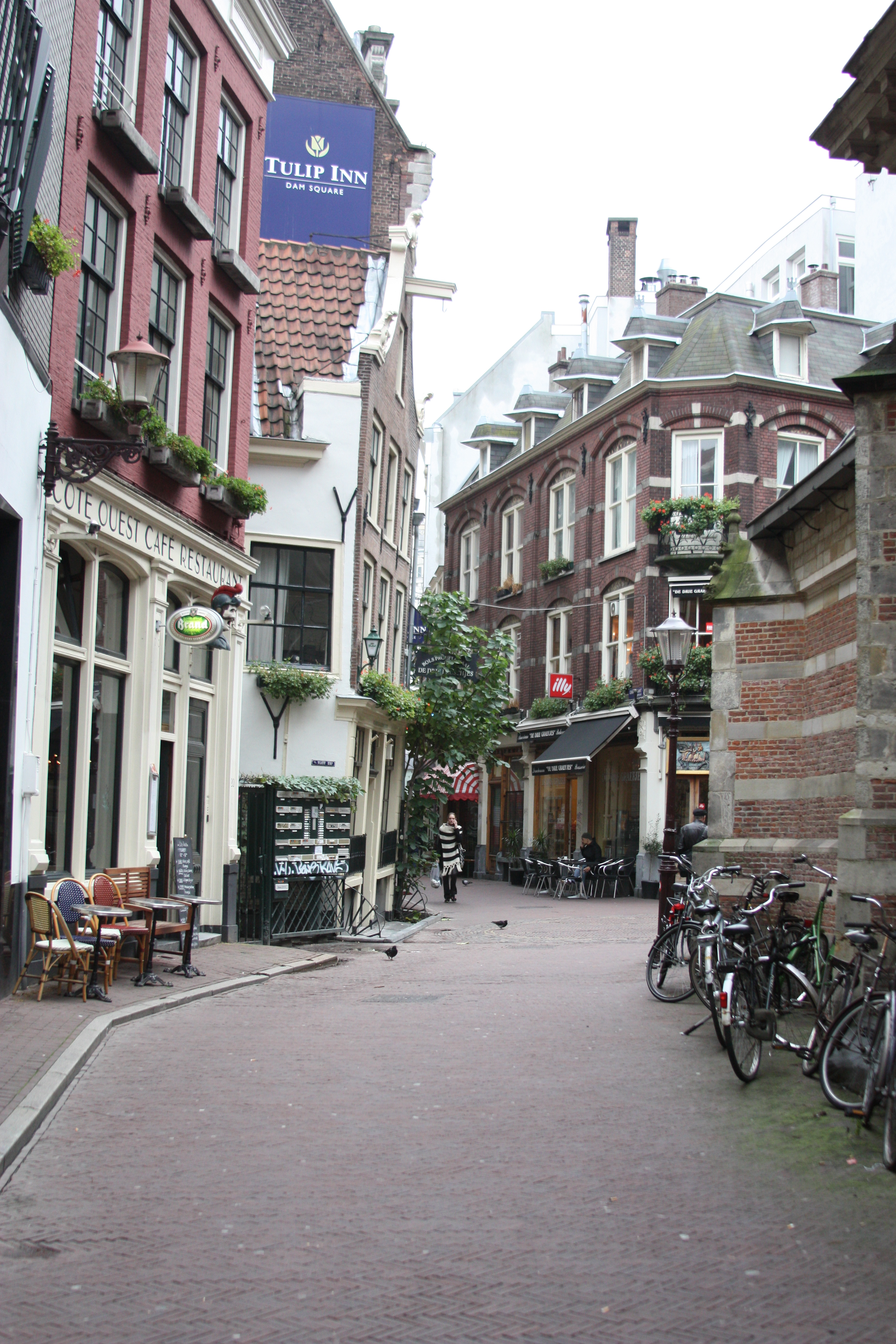
Gravenstraat

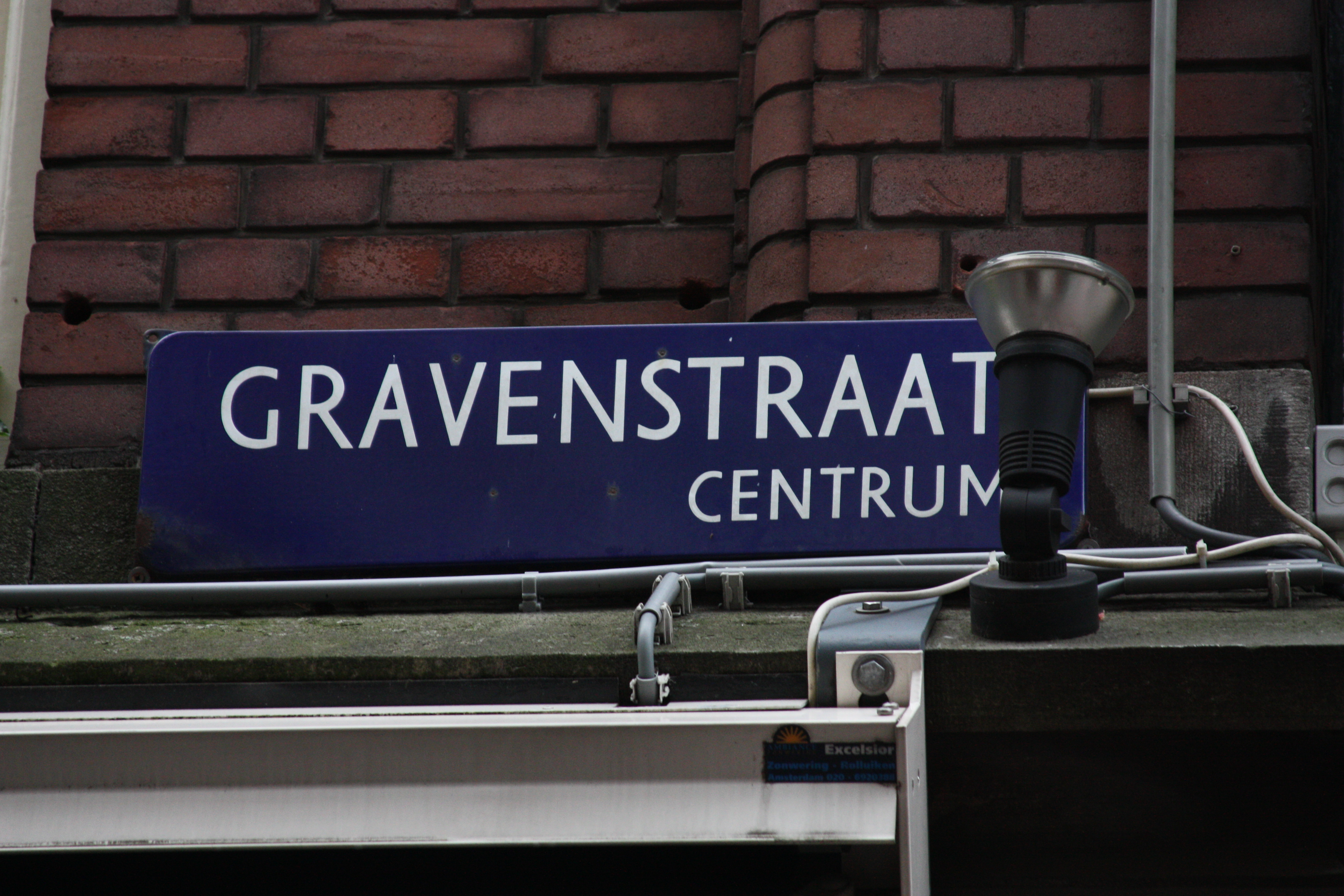
Straatnaambord

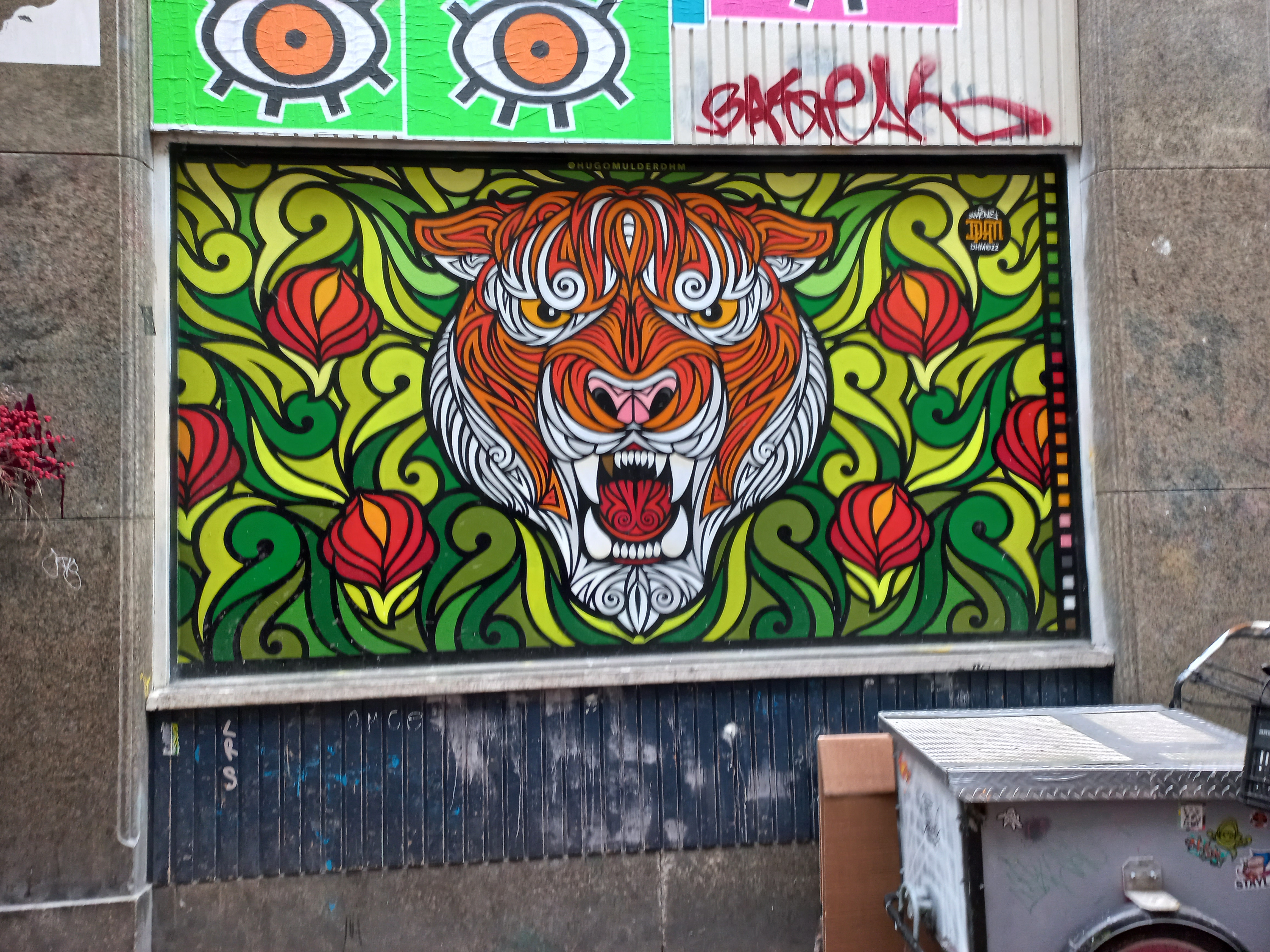
Een tijger van Hugo Mulder uit 2022 (januari 2024)

De Gravenstraat is een straat in Amsterdam-Centrum. De straat verbindt de Nieuwendijk met de Nieuwezijds Voorburgwal. Halverwege kruist de straat in het zuiden de Eggertstraat (tot 1865 de Ellendigesteeg) en in het noorden de Blaeustraat. Aan het eind van de straat, vlak bij de Nieuwezijds Voorburgwal, komt de Zwarte Handsteeg vanuit het noorden uit op de straat. In het zuiden wordt de straat tussen de Eggertstraat en de Nieuwezijds geheel omsloten door de Nieuwe Kerk.

## Straat
In de autovrije straat bevindt zich in de panden naast woonhuizen voornamelijk kleinschalige horeca en enkele hotels.  Een aantal panden zijn een rijksmonument, waaronder het pand van de "Drie Graefjes", een pand uit 1860 achter de Nieuwe Kerk. Een van de wooncomplexen is door een hekwerk niet vrij toegankelijk vanuit de straat.
In het AT5-programma "de Straten van Amsterdam" werd aandacht besteed aan deze straat. Hierbij werd door een historicus
uitgelegd dat de "Nieuwezijds" de oudste zijde van de stad is en daar de eerste bebouwing ontstond. De benamingen "oud" en "nieuw"’ hebben te maken met de "oude kerkzijde" en de "nieuwe kerkzijde". De Oude Kerk is honderd jaar ouder dan de Nieuwe Kerk. Ook werd een bezoek gebracht aan het Proeflokaal de drie fleschjes van likeurstoker Bootz. Het lokaal dateert uit 1650 en het klassieke drankorgel met vijftig vaten staat nog op dezelfde plek. In de vitrine bevindt zich een verzameling burgemeestersflesjes van veel oud-burgemeesters.
De geschiedenis van de naam van de straat gaat terug naar de periode 1299-1345, toen de graven van Henegouwen als zij in Amsterdam verbleven, logeerden in de op de plek van de huidige straat gelegen herberg. De naam Gravenstraat kwam reeds in de vijftiende eeuw voor, onder de naam 's-Gravenstraat. Zowel de Eggertstraat als de Gravenstraat zijn al te zien op het Gezicht op Amsterdam in vogelvlucht van Cornelis Anthonisz. uit het jaar 1538. De kaart van Balthasar Florisz. van Berckenrode uit 1625 noemde het ’t Graven Straetjen. 

## Kunst
De straat is te krap voor kunst in de openbare ruimte. Op de grond ligt echter het "kunstwerk" Sierklinkerwerk Gravenstraat, sommige geveldelen zijn voorzien van legale en illegale graffiti. Een van die muurschilderingen is gesigneerd en gedateerd;  Hugo Mulder (geboren in 1972) zette hem in 2022. Mulder (DHM) heeft meerdere murals gezet.